# Пайас, Эрон
Эрон Пайас (англ. Aaron Payas; 24 мая 1985, Гибралтар) — гибралтарский футболист, полузащитник. Выступал за сборную Гибралтара.

## Биография

### Клубная карьера
На момент вступления Гибралтара в УЕФА, Пайас являлся игроком клуба «Линкольн Ред Импс» и в его составе принял участие в двух матчах первого отборочного раунда Лиги чемпионов с фарерским клубом «ХБ Торсхавн», но по сумме двух матчей «Линкольн» уступил со счётом 3:6. В 2014 году игрок перешёл в «Манчестер 62», за который он уже выступал ранее, и продолжал играть за клуб до 2017 года, после чего взял небольшую паузу в карьере. В 2018 году Пайас присоединился к клубу «Европа». В его составе стал обладателем Кубка и Суперкубка Гибралтара, однако после окончания сезона покинул клуб и перешёл в «Бруно’с Мэгпайс».

### Карьера в сборной
В составе сборной Гибралтара был участником Островных игр 2009 и 2011 годов.
В официальных матчах дебютировал за сборную Гибралтара 1 марта 2014 года в товарищеском матче со сборной Фарерских островов, отыграв все 90 минут. Также в составе сборной Пайас был участником отборочных турниров чемпионата Европы 2016 и чемпионата мира 2018 года. Последнюю игру в составе сборной Гибралтара провёл 25 марта 2017 года против Боснии и Герцеговины.

## Достижения
«Европа»
- Обладатель Кубка Гибралтара: 2019
- Обладатель Суперкубка Гибралтара: 2018